# Super Why!
Super Why! ist eine kanadisch-amerikanische Fernsehserie. Die Erstausstrahlung erfolgte am 3. September 2007 auf CBC Kids (Kanada) und PBS Kids (USA). Die Folgen erzählen von den Abenteuern eines Buchklubs, der seine Alltagsprobleme durch die Geschichten in den Büchern löst.

## Inhalt
Die Serie spielt in Storybrook Village, wo die Titelfigur Whyatt Beanstalk mit seinen Freunden Pig, Red und Princess Pea lebt. In jeder der Folgen hat eine der Hauptfiguren ein „super großes Problem“. Die Hauptfiguren besprechen dann ihr Problem im Book Club. Dann beschwört Prinzessin Pea auf magische Weise ein Buch, das zum Problem passt und Whyatt fasst zusammen, welchem Problem die Figuren im Buch begegnen. Er zieht Parallelen zum Problem, das die Super-Leser zu lösen versuchen. Sie wechseln dann in ihre Superidentität und fliegen ins Bilderbuch.
Das Ziel der Super-Leser ist es, der Handlung zu folgen, um das Problem zu lösen. Während sie die Ereignisse der Geschichte durchlaufen, stoßen sie auf Hindernisse, die gelöst werden können, indem ihre Lese- und Schreibfähigkeiten eingesetzt werden, um die Geschichte zu ändern. Wenn sie diese Hindernisse überwinden, werden sie mit roten glitzernden „Super Letters“ belohnt, die die Lösung für das „super große Problem“ bilden.
Am Ende des Abenteuers fliegen die Super-Leser zurück zum Book Club. Die Super Letters werden auf den riesigen Computerbildschirm gelegt und als „Super Story Answer“ geschrieben. Dann gibt einer der Super-Leser den Grund an, warum dieses bestimmte Wort oder dieser Ausdruck als Lösung für das Problem dient. Sobald die Lösung erreicht ist, singen die Super-Leser ein Lied, um die Episode zu beenden.

## Produktion
Die Serie entstand bei Decode Entertainment nach einem Konzept von Angela Santomero. Drehbuchautor war für die meisten Folgen Wendy Harris und Regie führten Geri Bertolo, Paul DeOliveira, Brian Davidson und Nathalie Toriel. Der verantwortliche Produzent war Beth Stevenson und die künstlerische Leitung lag bei Davian Bobrowska, die Designs entwarf Don MacKinnon. Die Musik stammt vom Kollektiv Eggplant. Insgesamt entstanden 103 Folgen.
Die erste von drei Staffeln mit 65. Folgen wurde vom 3. September 2007 bis zum 21. Februar 2011 von CBC Kids (Kanada) und PBS Kids (USA). Weitere 15 Folgen wurden als zweite Staffel vom 12. September 2011 bis zum 11. Oktober 2012 gezeigt. Eine dritte Staffel mit 23 Folgen wurde vom 17. August 2015 bis zum 12. Mai 2016 ausgestrahlt. Später wurde die Serie auch im britischen und griechischen Fernsehen gezeigt. In Singapur erschien sie auf DVD.

## Synchronisation
| Rollen           | Englische Sprecher          |
| ---------------- | --------------------------- |
| Whyatt Beanstalk | Nicholas Castel Vanderburgh |
| Littlest Pig     | Zachary Bloch               |
| Red Riding Hood  | Siera Florindo              |
| Princess Pea     | Tajja Isen                  |